# Liste antiker Ortsnamen und geographischer Bezeichnungen/Oe
| Lateinischer Name  | Griechischer Name    | Beschreibung                                                             | Heute | Quellen und Verweise    | Lage                |
| ------------------ | -------------------- | ------------------------------------------------------------------------ | --- | ----------------------- | ------------------- |
| Oea                |                      | Stadt in Libya                                                           | Tripolis in Libyen                                                                                               | Smith;                  |                     |
| Oea                | Οἴα (Oia), Οἴη (Oiē) | Stadt auf Aegina                                                         | | Smith (1);              |                     |
| Oea                | Οἴα (Oia), Οἴη (Oiē) | Stadt auf Thera                                                          | | Smith (2);              |                     |
| Oaeneum            | Ὀαίνεον (Oéneon)     | Stadt im südlichen Illyrien                                              | vermutlich im heutigen nordmazedonischen nahe Tetovo oder im Tal der Radika, eines rechten Nebenflusses des Drin | Smith;                  |                     |
| Oeantheia          |                      |                                                                          | | Smith;                  |                     |
| Oeaso              |                      |                                                                          | | Smith;                  |                     |
| Oeasso             |                      |                                                                          | | Smith;                  |                     |
| Oechalia           |                      |                                                                          | | Smith;                  |                     |
| Oechardes          |                      |                                                                          | | Smith;                  |                     |
| Oedanes            |                      |                                                                          | | Smith;                  |                     |
| Oeneanda           |                      |                                                                          | | Smith;                  |                     |
| Oeneus             |                      |                                                                          | | Smith;                  |                     |
| Oeniadae           |                      |                                                                          | | Smith;                  |                     |
| Oenius             |                      |                                                                          | | Smith;                  |                     |
| Oenoanda           | Οἰνοάνδα (Oinoanda)  | Stadt in Lykien                                                          | oberhalb des Dorfes Incealiler an der D350 Antalya-Fethiye in der Provinz Muğla in der Türkei                    | Smith;                  |                     |
| Oenobaras          |                      |                                                                          | | Smith;                  |                     |
| Oenoe              |                      |                                                                          | | Smith;                  |                     |
| Oenoe              |                      |                                                                          | | Smith;                  |                     |
| Oenoladon          |                      |                                                                          | | Smith;                  |                     |
| Oenone             |                      | siehe Aegina                                                             | |                         |                     |
| Oenophyta          |                      |                                                                          | | Smith;                  |                     |
| Oenotria           |                      |                                                                          | | Smith;                  |                     |
| Oenotrides Insulae |                      |                                                                          | | Smith;                  |                     |
| Oenus              | Οἰνοῦς (Oinous)      | Fluss in Lakonien                                                        | Kelephina, Nebenfluss des Eurotas                                                                                | Smith;                  |                     |
| Oenussae           |                      |                                                                          | | Smith;                  |                     |
| Oeroe              |                      |                                                                          | | Smith;                  |                     |
| Oescus             | Ὄσκιος (Oskios)      | Fluss in Moesia inferior                                                 | Iskar in Bulgarien, Nebenfluss der Donau                                                                         | Smith (2);              |                     |
| Oescus             | Οἶσκος (Oiskos)      | Stadt in Moesia inferior, an der Mündung des gleichnamigen Flusses       | in der Nähe des Dorfes Gigen in der Oblast Plewen in Bulgarien                                                   | Smith (1);              |                     |
| Oestrymnides       |                      |                                                                          | | Smith;                  |                     |
| Oesyme             |                      |                                                                          | | Smith;                  |                     |
| Oeta               | Οἴτη (Oitē)          | Bergmassiv in Thessalien                                                 | Oite-Gebirge in Griechenland                                                                                     | Smith;                  |                     |
| Oetaea             | Οἰταῖα (Oitaia)      | Gegend in Thessalien, bewohnt von den Oitaier (Oetaei, Oitaioi, Οἰταῖοι) | |                         |                     |
| Oetensii           |                      |                                                                          | | Smith;                  |                     |
| Oetylus            |                      |                                                                          | | Smith;                  |                     |
| Oeum               | Οἰόν (Oion)          | antike Festung in Lokris                                                 | Kastri bei Atalandi                                                                                              | Strabon, 1,3,20; Smith; | 38° 38′ N, 23° 2′ O |
| Oeum               |                      |                                                                          | | Smith;                  |                     |
| Oeum Cerameicum    |                      |                                                                          | | Smith;                  |                     |
| Oeum Deceleicum    |                      |                                                                          | | Smith;                  |                     |